# Pavěleckaja (stanice metra v Moskvě)
Pavěleckaja (rusky Павелецкая) je stanice moskevského metra. Jedná se o přestupní stanici; kříží se zde Zamoskvorecká a Kolcevská linka metra.

## Charakter stanice
Jedná se o přestupní stanici, která sestává z dvou částí; dvou nástupišť, které jsou propojené pomocí přestupní chodby. Ty vycházejí z prostředku obou nástupišť pod jejich úroveň. Starší část stanice je sloupová, trojlodní ražená založená 33,5 m hluboko pod povrchem, novější založena pak ještě hlouběji – 40 m pod zemí. Na okružní lince je nástupiště též trojlodní a ražené; podpírají jej však masivní pilíře. Výstupy na povrch vedou eskalátorovými tunely do vestibulu, který je součástí přízemí budovy na Pavěleckém náměstí.
První část stanice byla otevřena 20. listopadu 1943, 1. ledna 1950 pak byla dobudována i druhá část. V roce 1987 zasáhl starší část stanice požár; nebyly však žádné škody na životech a nikdo nebyl zraněn. Při rekonstrukci stanice však bylo změněno její architektonické ztvárnění. Stalinistické ornamenty však zůstaly ponechány. Dnes Pavěleckou využije okolo devadesáti tisíc lidí.